# 社交书签
社交书签是一种超链接的收藏和分享的社交性软件或網站。因为收藏的超链接可以被许多人在网络上分享，因此也有人称之为网络书签。用户可以通过它来收集，分类，聚合感兴趣的网络信息，如新闻，图片，资料，网站等。同时，也能方便的与其他人分享自己的个人收藏，并从其他用户收藏中进行信息采集，快速的找到感興趣主題的網站。社交性书签的另一大特点是基于用户的平面化标签分类机制的分众分类法，通过自发性的非等级标签分类而方便的进行信息聚集分类。

## 使用
- 当你在网上读到好的网页或者网站，便可以将链接收藏下来，以便将来再阅读，或者和别人分享你的收藏。
- 在收藏链接的时候，用户还可以添加一些评注，以备日后参考，或者方便别人检索[1]。
- 在收藏链接的时候，用户还可以对链接进行归类，一般的做法是给链接加不同的标签（Tag）。
- 有些网络书签，可以使不同用户彼此分享的他们相同标签的链接，这种社交性的分类机制被称为分众分类法。
- 有些网络书签，可以将你感兴趣的网页内容直接备份到服务器上，这就是网页快照的功能。

## 特点
网络书签不同于浏览器收藏夹的地方在于，使用者不仅可以随时看到自己的收藏，也可以读到别人的收藏内容，寻找和兴趣相同的人，关注他们阅读的东西。而且方便的搜索功能也是浏览器收藏夹做不到的地方。收藏的内容可以存放在网络的服务器上，这样即便原来的网页不见了也不怕。
网络书签与部落格的不同之处是网络书签注重的是阅读体验，而部落格注重的是写作体验。通过使用网络书签来收藏网页，也可以使更多的人看到大家所收藏的内容，扩展个人的阅读范围。
社会性书签不同于传统浏览器文件夹收藏网址的独特性，就在于其帮助用户通过收藏来不断发现网络资源。

## 历史
将超链接收藏起来跟大众分享，这种服务在Web技术出现后不久就已经诞生，最早的例子莫过于Yahoo!，Yahoo!正是通过收集和分类网站开始而逐渐发展成门户网站。初期的互联网由于搜索技术的匮乏，大量的信息需要靠集中化网站的处理收集来提供。但随着网络的发展，特别是搜索技术和Google的崛起，这样的超链接收藏已经失去了其价值，而用户获取信息的途径和习惯也由单面走向多元，由定点走向搜索。
2003年左右，随着部落格的兴起和个人化网络的发展，用户对信息获取的习惯和方法也产生了很大的变化：大家已经不能满足于仅仅透过集成化的门户网站来获取信息，双向的交流（two-way communication)和沟通，点对点（peer-to-peer）的联系成为了新的发展趋势。社交性软件正好满足了这一新型网络互动的需求，而各种针对个性化网络、Blog的相关社交性软件应用也如雨后春笋般不断涌现，最早的社交性书签服务del.icio.us（美味书签）正是在此时出现。
del.icio.us由约舒亚·沙科特于2003年底推出。它简洁的风格和各种功能立刻吸引了大量用户，而这其中，部落格作者们成为了推广美味书签的源动力，部落格作者们的口口相传很大程度上引爆了“美味书签”的流行。它的底层结构受到很多工程师的肯定；其开放式API更是吸引了大量的程序设计师们的参与，针对美味书签的各种辅助工具和另类的拓展使用层出不穷。del.icio.us被普遍认为是2004年最出色的网络服务，使用人数超过10万。
“美味书签”掀起了社交性书签服务的热潮，各式各样的社交性书签服务不断出现，其中比较知名的有Blinklist、Blogmarks、Shadows、clipmarks、Furl等。
与此同时，在中国也出现了第一家社交性网络书签服务：天天网摘，天天网摘类似furl的设计风格，并且针对中文用户的阅读习惯，在首页提供了全面的信息集合。之后有出现了博采，Younote等中文网络书签服务。同时，社交性书签也得到了一个更通俗的称呼——网摘。
在台灣，類似的服務有HEMiDEMi、MyShare、YouPush和推推王的共享書籤。MyShare的性質跟del.icio.us、HEMiDEMi、Furl的不同之處，在於分享程度可由用戶自由選擇每則連結為「公開」、「隱藏」、「限好友」、或「限密友」。如此一來也許會阻礙分享精神，但方便用戶閱讀整理過後再分享，可以提高分享內容的品質。推推王則是以Digg.com為基礎，融合del.icio.us的精神與netvibes的個人化首頁，企圖推出整合性的服務。
而香港直到2008年才出現類似的服務︰Hotpot.hk熱門連結、 Livdig和Focus!HK。當中Livdig的型式比較類似台灣的推推王以及Digg。
由於發展的過程不同，因此有所謂「魔人的黑米、宅宅的funp、熟女的myshare」之說 （页面存档备份，存于） 。Hemidemi主要的使用族群以關注政治社經議題的知識份子為主，曾經於2007年多次針對樂生療養院拆遷事件進行串連，創下400名部落客一天內募集20萬元，在蘋果日報刊登半頁廣告反對拆遷；funp主要使用者以男性科技族群（「宅男」為此族群之刻版印象）為主，因此網路、科技或惡搞文較為盛行；Myshare的族群以熟女為主，較關注美食、旅遊、生活等話題。